# 任務艦
任務艦（にんむかん）は、海上自衛隊の中で特別に指定され、各種情報収集などの特殊な任務を行う潜水艦の呼称。
かつては海上自衛隊の中でも非常に限られた関係者のみが知る存在であったが、2005年に朝日新聞社発行の『自衛隊 知られざる変容』の中でその存在が明らかにされ、一般にも知られるようになった。しかし、その活動内容については未だに厚い秘密のベールに包まれている。
海上自衛隊内では任務艦の名称から「N（November）」などと呼ばれたこともあったという。なお、現在でも海上自衛隊内で任務艦という呼称が使われているかどうかは定かで無い(秘匿性維持のため、呼称を変更した可能性もある)。

## 概要
『自衛隊 知られざる変容』の記述に依ると、1980年代から1990年代に任務艦はアメリカ海軍基地に向かい、各種器材を受け取って搭載後に、指示された海域で情報収集活動を行い、帰還後に器材を返却するという活動を行っていた。それがどのような器材なのか、どんな情報を収集していたかは、当の任務艦の艦長ですら知らなかったとされる。
現在、任務艦へ搭載する情報収集器材は海上自衛隊が独自で調達しており、任務艦に乗り組む情報要員の派遣、収集した情報の分析も海上自衛隊で行われ、得られた情報は情報本部を通じてアメリカ合衆国側へも提供されていると言われる。

## 収集する情報
収集する情報は主に電子情報（ELINT）及び通信情報（COMINT）とされ、使用されている機器は海外製であるとの話がある。また、装備しているソナーを用いて水中音響情報も収集していると言われる。
収集した各種情報は艦隊情報群作戦情報隊(旧 基礎情報支援隊（作戦情報隊）)等で整理、分析されて自衛隊の情報支援機能の強化（通信情報の収集、ソナーやESM等のライブラリのアップデート等）に活用される。また、任務艦へ乗艦する情報要員もこの部署から派遣されており、搭載機器が海外からの輸入品であることから、当該の情報要員は海外での研修が実施されると伝えられる。
そのため、2018年12月に発生した韓国海軍レーダー照射問題において、駆逐艦「広開土大王」の火器管制レーダー（STIR-180）からのレーダー波を逸早く識別出来たこと及び中国海軍レーダー照射事件における中国側の火器管制レーダーのレーダー波解析には、任務艦を含めた日頃の情報収集活動の成果との評価がある。
また、アメリカ海軍の特別任務艦のように海底ケーブルの盗聴やROVを使った工作等のオペレーションを行っている可能性も取り沙汰されている。

## 該当する艦
1隻だけでなく、複数の艦が任務艦へ指定されているとされるが、各級の1番艦は開発や実験の任務に充てられることが多いため、任務艦への指定が避けられる傾向があるという。

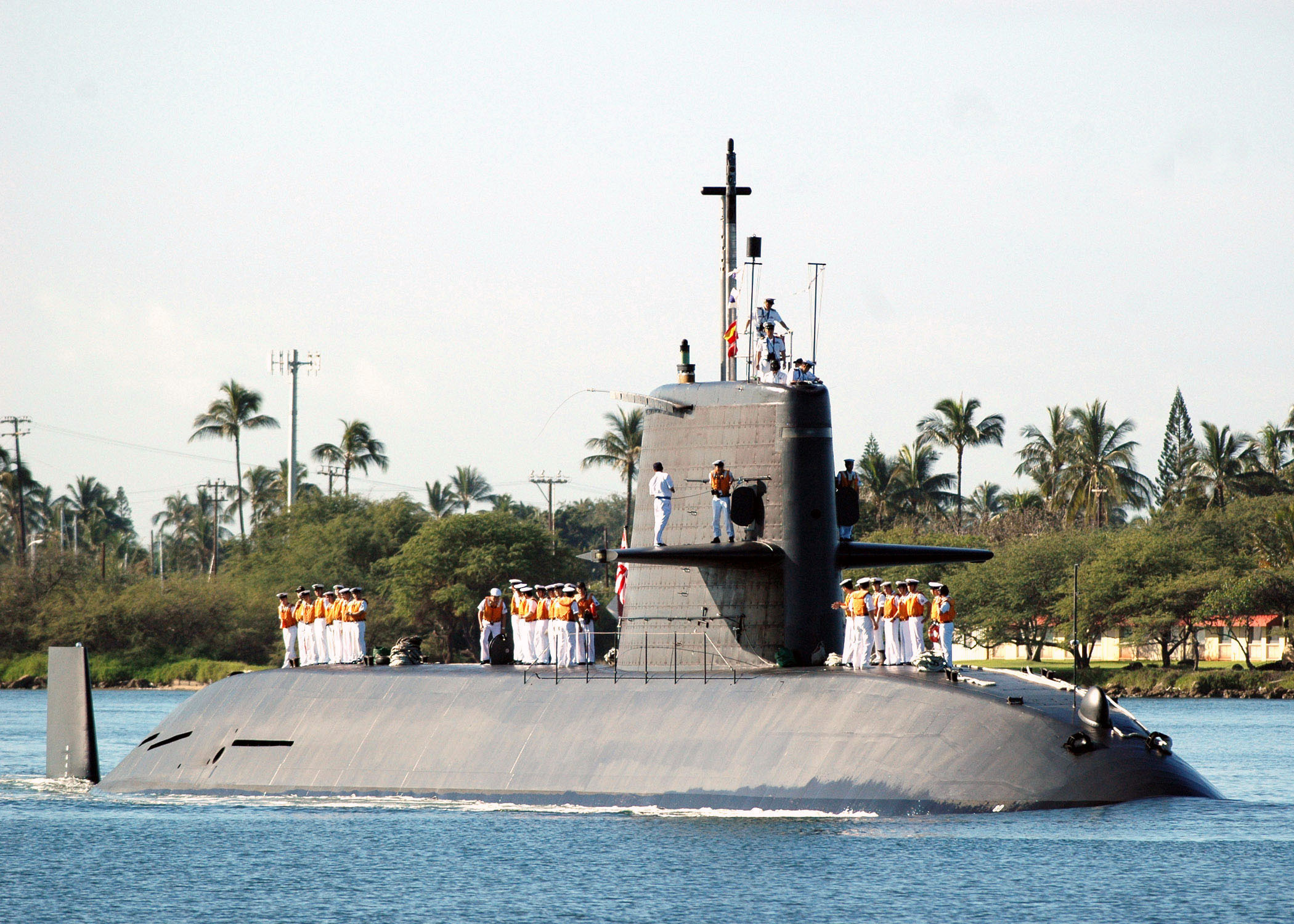
真珠湾へ入港するおやしお型潜水艦

※以下は任務艦ではないかと推測される。
ハワイの米軍基地へ寄港する艦
任務艦と思しき艦がハワイ州へ度々寄港することから、ハワイには任務艦の情報収集活動の訓練や試験、機器や能力の認証を行う何らかの機関があると伝えられる。そのため、海自の情報要員は度々ハワイへ行けるので、周りから羨ましがられるという話が伝わっている。また、不具合等で搭載機器のメンテナンス会社の担当者が急遽ハワイへ呼び出されることもままあるという。
日本海側の基地に突然寄港する艦
母港である横須賀基地や呉基地ではなく、日本海側の舞鶴基地などに事前連絡無しに突然寄港する艦があるという。中国、ロシア、北朝鮮などへの情報収集活動を行っていると想像される。
寄港した際に船体が海水の塩分で真っ白になっている艦や苔に覆われた艦
情報収集活動の際は同じ海域で水中に長時間留まっているため、このような状態になり易いと思われる。特に水中吸音材が装着されている部位に顕著に発生する。
そうりゅう型潜水艦
AIPにより低速で長時間の静音潜航を持続出来るそうりゅう型潜水艦は本任務に向いているとされ、AIPの機関選定にも本任務の存在が大きく影響した可能性がある。